# Provinciale weg 261
Der Provinciale weg 261 (kurz: A261/N261) ist eine Straßenverbindung in der niederländischen Provinz Nordbrabant. Die Straße ist eine Verbindungsstraße zwischen der A59 nahe Waalwijk und der A65 östlich von Tilburg.
Die Straße wurde als zweistreifige Straße gebaut. Innerorts ist die Höchstgeschwindigkeit auf 80 km/h festgelegt. Zwischen Loon op Zand und Tilburg-Noord ist die Straße vierstreifig mit einer Höchstgeschwindigkeit von 120 km/h ausgebaut.

## Geschichte
Ursprünglich war die Straße ein Teil der heutigen Autobahn A261/N261. Auf der Nationalstraßenkarte von 1958 war die Straße zwischen den Städten Tilburg und Waalwijk ein Teil der Autobahn A62. Diese sollte als Verbindung zur A27 dienen, die südlich von Gorinchem und Tilburg verlief. Im Jahr 1968 wurde die Planung dieser Verbindung zur A27 abgebrochen, sodass die Straße nicht verwirklicht wurde.
Für den Teil, der als geplanter Abschnitt in der Straßenkarte von 1968 erhalten wurde, wurde 1969 entschieden, dass dieser nur teilweise gebaut werden soll. Somit wurde nur ein kleiner Teil der geplanten Autobahn tatsächlich gebaut. Im Jahr 1974 wurde die Autobahn zwischen Loon op Zand und Tilburg für den Verkehr freigegeben. Der letzte Abschnitt der Autobahnverbindung zwischen dem Norden und dem Zentrum von Tilburg war nun nicht mehr Teil der Strecke der N261.
Für die Straßenbezeichnungen wurde 1975 ein Wegnummerplan vorbereitet. Es war vorgesehen, dass die derzeitige A261 und die A62 zusammengefügt werden. Der Plan wurde nicht verwirklicht. So wurde die A261 in die N261 umgewandelt und verkürzt. Dabei erhielt sie ihren heutigen Streckenverlauf.